# Savka Dabčević-Kučar

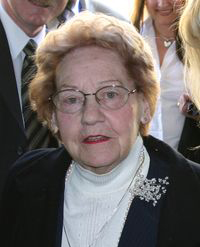
Savka Dabčević-Kučar

Savka Dabčević-Kučar (Korčula, 11 december 1923 - Zagreb, 6 augustus 2009) was een Kroatisch politica.
In 1943 werd ze lid van de Joegoslavische partizanenbeweging. Zij studeerde na de Tweede Wereldoorlog economie aan de Universiteit van Zagreb en studeerde nadien in Leningrad. Van 1967 tot 1971 was ze voorzitter van het centraal comité van de Communisten van Kroatië en eerste minister van Kroatië. Savka Dabčević-Kučar werd ook een der belangrijkste figuren van de Kroatische Lente en werd in 1971 afgezet als voorzitter van het centraal comité, wegens haar steun aan het streven naar grotere autonomie van Kroatië binnen Joegoslavië en een liberaler bewind.
Samen met Miko Tripalo stichtte ze in 1990 de Kroatische Volkspartij, waarvan ze van 1990 tot 1994 voorzitster was. Van 1992 tot 1995 was ze ook lid van het Kroatische parlement.